# Cuenca Coulomb-Sarton
Cuolomb-Sarton es una cuenca de impacto situada en la cara oculta de la Luna, perteneciente al Periodo Pre-Nectárico. Debe su nombre a su situación entre el cráter Coulomb (al nordeste del centro de la cuenca) y el cráter más pequeño Sarton (justo al sur del centro).  La localización de la cuenca no es obvia en la superficie lunar, presentando únicamente pequeños fragmentos de anillos interiores y un brocal, siendo la llanura lisa y a baja cota situada en su centro el elemento más relevante desde el punto de vista topográfico
En su centro se halla una concentración de masa  (mascon), lo que se traduce en la presencia de un alto campo gravitatorio local.  Esta mascon fue la primera en ser identificada por el detector Doppler de la nave Lunar Prospector.

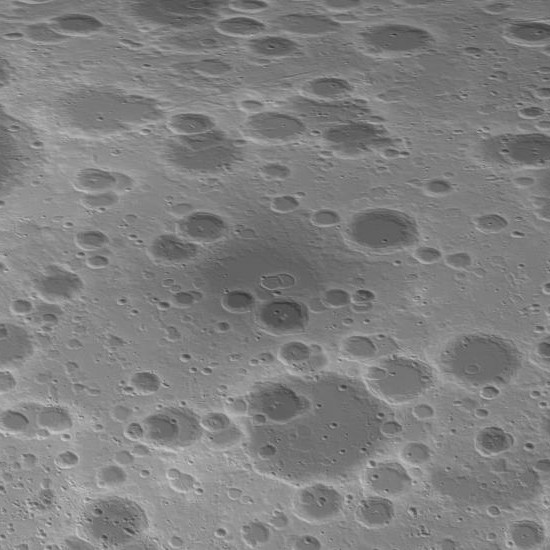
Mapa topográfico
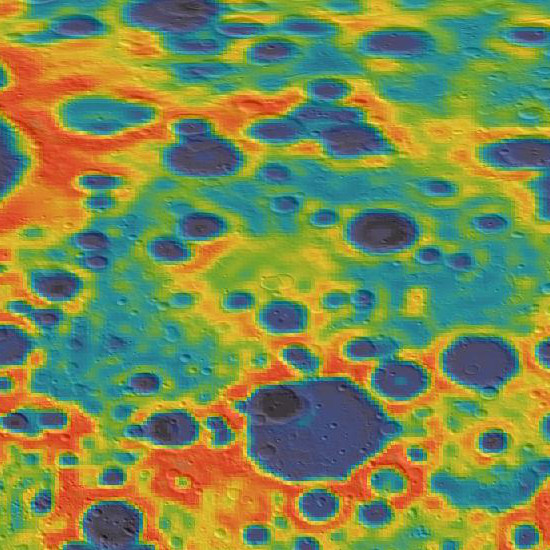
Mapa de gravedad basado en GRAIL

La lista de cráteres situados en el interior de la cuenca incluye a Weber y Kramers. Aproximadamente en el contorno de la cuenca aparecen los cráteres Dyson, Ellison, Stefan, Wegener, Wood, Landau, y Gullstrand. El gran cráter Birkhoff se halla al noroeste.